# Bolivia en la Copa América 2019
La selección de Bolivia fue uno de los doce equipos participantes en la Copa América 2019. Dicho torneo se desarrolló en Brasil, entre el 14 de junio hasta el 7 de julio de 2019. El sorteo de la Copa América, realizado el 24 de enero en la ciudad de Río de Janeiro, determinó que La Verde conforme el grupo A junto al local Brasil, Venezuela y Perú. 

## Preparación
La selección de Bolivia no clasificó a la Copa Mundial de la FIFA 2018, y su preparación a la Copa América 2019 la tomo iniciando el año 2018, donde disputó 10 encuentros. Entre marzo y junio de 2019, en la antesala del torneo continental, Bolivia tuvo otros cuatro amistosos frente a Nicaragua, Corea del Sur, Japón, y Francia. En dicho periodo, solo cosechó una victoria, ante Birmania. 

## Amistosos previos
| 23 de marzo de 2018, 19:15 (UTC-4) | Curazao     | 1:1 (1:0) | Bolivia               | Estadio Asociación De Futbol De Guam, Willemstad, Curazao |                                |
|                                    | Nicklaw 33' |           | D. Lachman 63' (a.g.) | Asistencia: 9 154 espectadores                            | Asistencia: 9 154 espectadores |

| 26 de marzo de 2018, 19:15 (UTC-4) | Curazao          | 1:0 (0:0) | Bolivia | Estadio Ergilio Hato, Willemstad, Curazao |                                |
|                                    | Evans 59' (pen.) |           |         | Asistencia: 7 000 espectadores            | Asistencia: 7 000 espectadores |

| 28 de mayo de 2018, 16:30 (UTC-4) | Estados Unidos                                  | 3:0 (1:0) | Bolivia | Talen Energy Stadium, Chester, Estados Unidos |                                 |
|                                   | K. Zimmerman 37' · J. Sargent 52' · T. Weah 59' |           |         | Asistencia: 16 711 espectadores               | Asistencia: 16 711 espectadores |

| 6 de junio de 2018, 18:15 (UTC+2) | Corea del Sur | 0:0 | Bolivia | Red Bull Arena, Salzburgo, Austria |  |
|                                   |               |     |         | Asistencia: 19 422 espectadores    |  |

| 9 de junio de 2018, 19:00 (UTC+2) | Serbia                                          | 5:1 (4:0) | Bolivia       | UPC-Arena, Graz, Austria       |                                |
|                                   | Mitrović 4' 23' 68' · Ljajić 19' · Ivanović 42' |           | J. Campos 48' | Asistencia: 8 006 espectadores | Asistencia: 8 006 espectadores |

| 10 de septiembre de 2018, 18:15 (UTC+1) | Arabia Saudita                | 2:2 (2:1) | Bolivia                                      | Estadio Príncipe Faisal bin Fahd, Riad, Arabia Saudita |                                 |
|                                         | Al-Shehri 7' · Al-Dawsari 11' |           | J. Campos 35' · M. Moreno Martins 82' (pen.) | Asistencia: 17 640 espectadores                        | Asistencia: 17 640 espectadores |

| 13 de octubre de 2018, 21:30 (UTC+6:30) | Birmania | 0:3 (0:2) | Bolivia                                            | Thuwanna YTC Stadium, Naipyido, Birmania |                                 |
|                                         |          |           | L. Haquin 5' · M. Moreno Martins 25' · L. Vaca 67' | Asistencia: 20 000 espectadores          | Asistencia: 20 000 espectadores |

| 16 de octubre de 2018, 16:00 (UTC+3:30) | Irán                         | 2:1 (1:0) | Bolivia        | Estadio Azadi, Teherán, Irán    |                                 |
|                                         | Jahanbakhsh 17' · Torabi 63' |           | R. Cardozo 51' | Asistencia: 47 967 espectadores | Asistencia: 47 967 espectadores |

| 16 de noviembre de 2018, 16:30 (UTC+4) | Emiratos Árabes Unidos | 0:0 | Bolivia | Estadio Maktoum bin Rashid Al Maktoum, Abu Dhabi, Emiratos Árabes Unidos |  |
|                                        |                        |     |         | Asistencia: 12 778 espectadores                                          |  |

| 20 de noviembre de 2018, 17:15 (UTC+4) | Iraq | 0:0 | Bolivia | Estadio Internacional Sheikh Khalifa, Al Ain, Emiratos Árabes Unidos |  |
|                                        |      |     |         | Asistencia: 10 102 espectadores                                      |  |

| 3 de marzo de 2019, 16:00 (UTC-4) | Bolivia                         | 2:2 (1:2) | Nicaragua                     | Estadio Bicentenario de Villa Tunari, Villa Tunari, Bolivia |                                 |
|                                   | R. Vaca 39' · Quijano 59' (a.g) |           | Torres 28' (a.g) · Goufas 37' | Asistencia: 21 455 espectadores                             | Asistencia: 21 455 espectadores |

| 22 de marzo de 2019, (UTC+9) | Corea del Sur      | 1:0 (0:0) | Bolivia | Estadio de Fútbol Ulsan Munsu, Ulsan, Corea del Sur |                                 |
|                              | Lee Chung-Yong 86' |           |         | Asistencia: 40 000 espectadores                     | Asistencia: 40 000 espectadores |

| 26 de marzo de 2019, (UTC+9) | Japón           | 1:0 (0:0) | Bolivia | Estadio Parque Misaki, Kobe, Japón |                                 |
|                              | S. Nakajima 76' |           |         | Asistencia: 28 000 espectadores    | Asistencia: 28 000 espectadores |

| 2 de junio de 2019, 21:00 (UTC+1) | Francia                  | 2:0 (2:0) | Bolivia | Stade de la Beaujoire, Nantes, Francia |                                 |
|                                   | Lemar 4' · Griezmann 43' |           |         | Asistencia: 60 558 espectadores        | Asistencia: 60 558 espectadores |

## Plantel
| No.   | Pos.             | Jugador                | Fecha de nacimiento (edad)        | Apa.             | Goles            | Club                     |
| ----- | ---------------- | ---------------------- | --------------------------------- | ---------------- | ---------------- | ------------------------ |
| 1     | POR              | Carlos Lampe           | 17 de marzo de 1987 (32 años)     | 25               | 0                | San José de Oruro        |
| 2     | DEF              | Saúl Torres            | 22 de marzo de 1990 (29 años)     | 2                | 0                | Nacional Potosí          |
| 3     | MED              | Alejandro Chumacero    | 22 de abril de 1991 (28 años)     | 40               | 2                | Puebla                   |
| 4     | DEF              | Luis Haquin            | 15 de noviembre de 1997 (21 años) | 12               | 1                | Puebla                   |
| 5     | DEF              | Mario Cuéllar          | 5 de mayo de 1989 (30 años)       | 2                | 0                | Oriente Petrolero        |
| 6     | MED              | Erwin Saavedra         | 22 de febrero de 1996 (23 años)   | 17               | 0                | Bolívar                  |
| 7     | MED              | Leonel Justiniano      | 2 de julio de 1992 (26 años)      | 16               | 0                | Bolívar                  |
| 8     | DEF              | Diego Bejarano         | 24 de agosto de 1991 (27 años)    | 25               | 2                | Bolívar                  |
| 9     | DEL              | Marcelo Martins Moreno | 18 de junio de 1987 (31 años)     | 72               | 17               | Shijiazhuang Ever Bright |
| 10    | MED              | Samuel Galindo         | 18 de abril de 1992 (27 años)     | 7                | 0                | Always Ready             |
| 11    | DEL              | Leonardo Vaca          | 24 de noviembre de 1995 (23 años) | 11               | 1                | Blooming                 |
| 12    | POR              | Rubén Cordano          | 16 de octubre de 1998 (20 años)   | 1                | 0                | Blooming                 |
| 13    | DEF              | José María Carrasco    | 16 de agosto de 1997 (21 años)    | 0                | 0                | Blooming                 |
| 14    | MED              | Raúl Castro            | 19 de agosto de 1989 (29 años)    | 18               | 0                | The Strongest            |
| 15    | MED              | Paul Arano             | 23 de febrero de 1995 (24 años)   | 0                | 0                | Blooming                 |
| 16    | MED              | Diego Wayar            | 15 de octubre de 1993 (25 años)   | 2                | 0                | The Strongest            |
| 17    | DEF              | Marvin Bejarano        | 6 de marzo de 1988 (31 años)      | 37               | 0                | The Strongest            |
| 18    | DEL              | Gilbert Álvarez        | 7 de abril de 1992 (27 años)      | 19               | 3                | Jorge Wilstermann        |
| 19    | DEL              | Rodrigo Ramallo        | 14 de octubre de 1990 (28 años)   | 15               | 2                | San José de Oruro        |
| 20    | MED              | Fernando Saucedo       | 15 de marzo de 1990 (29 años)     | 5                | 0                | Jorge Wilstermann        |
| 21    | DEF              | Roberto Fernández      | 12 de julio de 1999 (19 años)     | 1                | 0                | Blooming                 |
| 22    | DEF              | Adrián Jusino          | 9 de julio de 1992 (26 años)      | 3                | 0                | Bolívar                  |
| 23    | POR              | Javier Rojas           | 14 de enero de 1996 (23 años)     | 0                | 0                | Nacional Potosí          |
| D. T. | Eduardo Villegas | Eduardo Villegas       | Eduardo Villegas                  | Eduardo Villegas | Eduardo Villegas | Eduardo Villegas         |

## Participación

### Partidos
| Fecha       | Lugar          | Instancia      |         |                    | Resultado |                      |           |
| ----------- | -------------- | -------------- | ------- | ------------------ | --------- | -------------------- | --------- |
| 14 de junio | São Paulo      | Fase de grupos | Brasil  | Bandera de Brasil  | 3:0 (0:0) | Bandera de Bolivia   | Bolivia   |
| 18 de junio | Río de Janeiro | Fase de grupos | Bolivia | Bandera de Bolivia | 1:3 (1:1) | Bandera de Perú      | Perú      |
| 22 de junio | Belo horizonte | Fase de grupos | Bolivia | Bandera de Bolivia | 1:3 (0:1) | Bandera de Venezuela | Venezuela |

### Primera fase - Grupo A
| Selección | Pts | PJ | PG | PE | PP | GF | GC | Dif |
| --------- | --- | -- | -- | -- | -- | -- | -- | --- |
| Brasil    | 7   | 3  | 2  | 1  | 0  | 8  | 0  | 3   |
| Venezuela | 5   | 3  | 1  | 2  | 0  | 3  | 1  | 2   |
| Perú      | 4   | 3  | 1  | 1  | 1  | 3  | 6  | -3  |
| Bolivia   | 0   | 3  | 0  | 0  | 3  | 2  | 9  | –7  |

#### Brasil vs. Bolivia
| 14 de junio de 2019, 21:30 | Brasil                                         | 3:0 (0:0) | Bolivia | Estadio Morumbi, São Paulo                                |                                                           |
|                            | Philippe Coutinho 50' (pen.) 53' · Everton 84' | Reporte   |         | Asistencia: 47.260 espectadores Árbitro(s): Néstor Pitana | Asistencia: 47.260 espectadores Árbitro(s): Néstor Pitana |

| 1     | Guardameta     | Alisson Becker    |     |
| 2     | Defensa        | Thiago Silva      |     |
| 6     | Defensa        | Filipe Luis       |     |
| 4     | Defensa        | Marquinhos        |     |
| 13    | Defensa        | Daniel Alves      |     |
| 5     | Centrocampista | Casemiro          |     |
| 17    | Centrocampista | Fernandinho       |     |
| 11    | Centrocampista | Philippe Coutinho |     |
| 21    | Delantero      | Richarlison       | 84' |
| 20    | Delantero      | Roberto Firmino   | 65' |
| 7     | Delantero      | David Neres       | 81' |
| D. T. | D. T.          | Tite              |     |

| 1     | Guardameta     | Carlos Lampe           |     |
| 17    | Defensa        | Marvin Bejarano        |     |
| 22    | Defensa        | Adrián Jusino          |     |
| 4     | Defensa        | Luis Haquin            |     |
| 8     | Defensa        | Diego Bejarano         |     |
| 3     | Centrocampista | Alejandro Chumacero    |     |
| 20    | Centrocampista | Fernando Saucedo       | 59' |
| 7     | Centrocampista | Leonel Justiniano      |     |
| 6     | Centrocampista | Erwin Saavedra         | 64' |
| 14    | Centrocampista | Raúl Castro            | 75' |
| 9     | Delantero      | Marcelo Moreno Martins |     |
| D. T. | D. T.          | Eduardo Villegas       |     |

| 9  | Delantero | Gabriel Jesús | 65' |
| 19 | Delantero | Everton       | 81' |
| 10 | Delantero | Willian       | 84' |

| 16 | Centrocampista | Diego Wayar   | 59' |
| 11 | Delantero      | Leonardo Vaca | 64' |
| 19 | Centrocampista | Ramiro Vaca   | 75' |

| 50' · 53' · 85' | Philippe Coutinho Everton | 1:0 2:0 3:0 |

| 66' | Philippe Coutinho |

| 20' | Fernando Saucedo |

| Principal  | Néstor Pitana                                                                  |
| Asistentes | Hernán Maidana                                                                 |
|            | Juan Pablo Belatti Observador VAR Pablo Silva Asesor de árbitros Ubaldo Aquino |
| Cuarto     | Roddy Zambrano                                                                 |

| VAR            | Patricio Loustau    |
| Asistentes VAR | Fernando Rapallini  |
|                | Ezequiel Brailovsky |

|                    |     |     |
| Tiros              | 20  | 5   |
| Tiros a puerta     | 5   | 1   |
| Faltas             | 14  | 10  |
| Saques de esquina  | 8   | 0   |
| Penaltis           | 1   | 0   |
| Fueras de juego    | 1   | 0   |
| Posesión del balón | 75% | 25% |

| Alineación inicial |

| 1     | Guardameta     | Alisson Becker    |     |
| 2     | Defensa        | Thiago Silva      |     |
| 6     | Defensa        | Filipe Luis       |     |
| 4     | Defensa        | Marquinhos        |     |
| 13    | Defensa        | Daniel Alves      |     |
| 5     | Centrocampista | Casemiro          |     |
| 17    | Centrocampista | Fernandinho       |     |
| 11    | Centrocampista | Philippe Coutinho |     |
| 21    | Delantero      | Richarlison       | 84' |
| 20    | Delantero      | Roberto Firmino   | 65' |
| 7     | Delantero      | David Neres       | 81' |
| D. T. | D. T.          | Tite              |     |

| 1     | Guardameta     | Carlos Lampe           |     |
| 17    | Defensa        | Marvin Bejarano        |     |
| 22    | Defensa        | Adrián Jusino          |     |
| 4     | Defensa        | Luis Haquin            |     |
| 8     | Defensa        | Diego Bejarano         |     |
| 3     | Centrocampista | Alejandro Chumacero    |     |
| 20    | Centrocampista | Fernando Saucedo       | 59' |
| 7     | Centrocampista | Leonel Justiniano      |     |
| 6     | Centrocampista | Erwin Saavedra         | 64' |
| 14    | Centrocampista | Raúl Castro            | 75' |
| 9     | Delantero      | Marcelo Moreno Martins |     |
| D. T. | D. T.          | Eduardo Villegas       |     |

| 9  | Delantero | Gabriel Jesús | 65' |
| 19 | Delantero | Everton       | 81' |
| 10 | Delantero | Willian       | 84' |

| 16 | Centrocampista | Diego Wayar   | 59' |
| 11 | Delantero      | Leonardo Vaca | 64' |
| 19 | Centrocampista | Ramiro Vaca   | 75' |

| 50' · 53' · 85' | Philippe Coutinho Everton | 1:0 2:0 3:0 |

| 66' | Philippe Coutinho |

| 20' | Fernando Saucedo |

| Principal  | Néstor Pitana                                                                  |
| Asistentes | Hernán Maidana                                                                 |
|            | Juan Pablo Belatti Observador VAR Pablo Silva Asesor de árbitros Ubaldo Aquino |
| Cuarto     | Roddy Zambrano                                                                 |

| VAR            | Patricio Loustau    |
| Asistentes VAR | Fernando Rapallini  |
|                | Ezequiel Brailovsky |

|                    |     |     |
| Tiros              | 20  | 5   |
| Tiros a puerta     | 5   | 1   |
| Faltas             | 14  | 10  |
| Saques de esquina  | 8   | 0   |
| Penaltis           | 1   | 0   |
| Fueras de juego    | 1   | 0   |
| Posesión del balón | 75% | 25% |

| Alineación inicial |

| 1     | Guardameta     | Alisson Becker    |     |
| 2     | Defensa        | Thiago Silva      |     |
| 6     | Defensa        | Filipe Luis       |     |
| 4     | Defensa        | Marquinhos        |     |
| 13    | Defensa        | Daniel Alves      |     |
| 5     | Centrocampista | Casemiro          |     |
| 17    | Centrocampista | Fernandinho       |     |
| 11    | Centrocampista | Philippe Coutinho |     |
| 21    | Delantero      | Richarlison       | 84' |
| 20    | Delantero      | Roberto Firmino   | 65' |
| 7     | Delantero      | David Neres       | 81' |
| D. T. | D. T.          | Tite              |     |

| 1     | Guardameta     | Carlos Lampe           |     |
| 17    | Defensa        | Marvin Bejarano        |     |
| 22    | Defensa        | Adrián Jusino          |     |
| 4     | Defensa        | Luis Haquin            |     |
| 8     | Defensa        | Diego Bejarano         |     |
| 3     | Centrocampista | Alejandro Chumacero    |     |
| 20    | Centrocampista | Fernando Saucedo       | 59' |
| 7     | Centrocampista | Leonel Justiniano      |     |
| 6     | Centrocampista | Erwin Saavedra         | 64' |
| 14    | Centrocampista | Raúl Castro            | 75' |
| 9     | Delantero      | Marcelo Moreno Martins |     |
| D. T. | D. T.          | Eduardo Villegas       |     |

| 9  | Delantero | Gabriel Jesús | 65' |
| 19 | Delantero | Everton       | 81' |
| 10 | Delantero | Willian       | 84' |

| 16 | Centrocampista | Diego Wayar   | 59' |
| 11 | Delantero      | Leonardo Vaca | 64' |
| 19 | Centrocampista | Ramiro Vaca   | 75' |

| 50' · 53' · 85' | Philippe Coutinho Everton | 1:0 2:0 3:0 |

| 66' | Philippe Coutinho |

| 20' | Fernando Saucedo |

| Principal  | Néstor Pitana                                                                  |
| Asistentes | Hernán Maidana                                                                 |
|            | Juan Pablo Belatti Observador VAR Pablo Silva Asesor de árbitros Ubaldo Aquino |
| Cuarto     | Roddy Zambrano                                                                 |

| VAR            | Patricio Loustau    |
| Asistentes VAR | Fernando Rapallini  |
|                | Ezequiel Brailovsky |

|                    |     |     |
| Tiros              | 20  | 5   |
| Tiros a puerta     | 5   | 1   |
| Faltas             | 14  | 10  |
| Saques de esquina  | 8   | 0   |
| Penaltis           | 1   | 0   |
| Fueras de juego    | 1   | 0   |
| Posesión del balón | 75% | 25% |

| Alineación inicial |

| 1     | Guardameta     | Alisson Becker    |     |
| 2     | Defensa        | Thiago Silva      |     |
| 6     | Defensa        | Filipe Luis       |     |
| 4     | Defensa        | Marquinhos        |     |
| 13    | Defensa        | Daniel Alves      |     |
| 5     | Centrocampista | Casemiro          |     |
| 17    | Centrocampista | Fernandinho       |     |
| 11    | Centrocampista | Philippe Coutinho |     |
| 21    | Delantero      | Richarlison       | 84' |
| 20    | Delantero      | Roberto Firmino   | 65' |
| 7     | Delantero      | David Neres       | 81' |
| D. T. | D. T.          | Tite              |     |

| 1     | Guardameta     | Carlos Lampe           |     |
| 17    | Defensa        | Marvin Bejarano        |     |
| 22    | Defensa        | Adrián Jusino          |     |
| 4     | Defensa        | Luis Haquin            |     |
| 8     | Defensa        | Diego Bejarano         |     |
| 3     | Centrocampista | Alejandro Chumacero    |     |
| 20    | Centrocampista | Fernando Saucedo       | 59' |
| 7     | Centrocampista | Leonel Justiniano      |     |
| 6     | Centrocampista | Erwin Saavedra         | 64' |
| 14    | Centrocampista | Raúl Castro            | 75' |
| 9     | Delantero      | Marcelo Moreno Martins |     |
| D. T. | D. T.          | Eduardo Villegas       |     |

| 9  | Delantero | Gabriel Jesús | 65' |
| 19 | Delantero | Everton       | 81' |
| 10 | Delantero | Willian       | 84' |

| 16 | Centrocampista | Diego Wayar   | 59' |
| 11 | Delantero      | Leonardo Vaca | 64' |
| 19 | Centrocampista | Ramiro Vaca   | 75' |

| 50' · 53' · 85' | Philippe Coutinho Everton | 1:0 2:0 3:0 |

| 66' | Philippe Coutinho |

| 20' | Fernando Saucedo |

| Principal  | Néstor Pitana                                                                  |
| Asistentes | Hernán Maidana                                                                 |
|            | Juan Pablo Belatti Observador VAR Pablo Silva Asesor de árbitros Ubaldo Aquino |
| Cuarto     | Roddy Zambrano                                                                 |

| VAR            | Patricio Loustau    |
| Asistentes VAR | Fernando Rapallini  |
|                | Ezequiel Brailovsky |

|                    |     |     |
| Tiros              | 20  | 5   |
| Tiros a puerta     | 5   | 1   |
| Faltas             | 14  | 10  |
| Saques de esquina  | 8   | 0   |
| Penaltis           | 1   | 0   |
| Fueras de juego    | 1   | 0   |
| Posesión del balón | 75% | 25% |

| Alineación inicial |

#### Bolivia vs. Perú
| 18 de junio de 2019, 18:30 | Bolivia                    | 1:3 (1:1) | Perú                                                            | Estadio Maracanã, Río de Janeiro                           |                                                            |
|                            | Marcelo Martins 28' (pen.) |           | Paolo Guerrero 45' · Jefferson Farfán 55' · Edison Flores 90+6' | Asistencia: 26 346 espectadores Árbitro(s): Roddy Zambrano | Asistencia: 26 346 espectadores Árbitro(s): Roddy Zambrano |

| 1     | Guardameta     | Carlos Lampe        |     |
| 8     | Defensa        | Diego Bejarano      |     |
| 4     | Defensa        | Luis Haquin         |     |
| 22    | Defensa        | Adrián Jusino       |     |
| 17    | Defensa        | Marvin Bejarano     |     |
| 6     | Centrocampista | Erwin Saavedra      | 73' |
| 7     | Centrocampista | Leonel Justiniano   |     |
| 20    | Centrocampista | Fernando Saucedo    | 71' |
| 3     | Centrocampista | Alejandro Chumacero |     |
| 14    | Centrocampista | Raúl Castro         | 80' |
| 9     | Delantero      | Marcelo Martins     |     |
| D. T. | D. T.          | Eduardo Villegas    |     |

| 1     | Guardameta     | Pedro Gallese    |       |
| 17    | Defensa        | Luis Advíncula   |       |
| 15    | Defensa        | Carlos Zambrano  | 85'   |
| 2     | Defensa        | Luis Abram       |       |
| 6     | Defensa        | Miguel Trauco    |       |
| 13    | Centrocampista | Renato Tapia     |       |
| 19    | Centrocampista | Yoshimar Yotún   |       |
| 10    | Centrocampista | Jefferson Farfán |       |
| 8     | Centrocampista | Christian Cueva  | 79'   |
| 14    | Delantero      | Andy Polo        |       |
| 9     | Delantero      | Paolo Guerrero   | 90+2' |
| D. T. | D. T.          | Ricardo Gareca   |       |

| 21 | Centrocampista | Roberto Fernández | 71' |
| 11 | Delantero      | Leonardo Vaca     | 73' |
| 18 | Delantero      | Gilbert Álvarez   | 80' |

| 20 | Centrocampista | Edison Flores       | 79'   |
| 5  | Defensa        | Miguel Araujo       | 85'   |
| 23 | Centrocampista | Christofer Gonzáles | 90+2' |

| 28' | Marcelo Martins | 1:0 |

| 45' · 54' · 90+6' | Paolo Guerrero Jefferson Farfán Edison Flores | 1:1 1:2 1:3 |

| 29' · 72' · 82' | Alejandro Chumacero Roberto Fernández Luis Haquin |

| 27' · 42' | Carlos Zambrano Paolo Guerrero |

| Principal  | Roddy Zambrano                                                                   |
| Asistentes | Christian Lescano                                                                |
|            | Byron Romero Observador VAR Jorge Larrionda Asesor de árbitros Óscar Julián Ruiz |
| Cuarto     | Piero Maza                                                                       |

| VAR            | Esteban Ostojich |
| Asistentes VAR | Nicolás Gallo    |
|                | Hernán Maidana   |

|                    |     |     |
| Tiros              | 7   | 18  |
| Tiros a puerta     | 2   | 10  |
| Faltas             | 8   | 14  |
| Saques de esquina  | 2   | 5   |
| Penaltis           | 1   | 0   |
| Fueras de juego    | 2   | 2   |
| Posesión del balón | 40% | 60% |

| Alineación inicial |

| 1     | Guardameta     | Carlos Lampe        |     |
| 8     | Defensa        | Diego Bejarano      |     |
| 4     | Defensa        | Luis Haquin         |     |
| 22    | Defensa        | Adrián Jusino       |     |
| 17    | Defensa        | Marvin Bejarano     |     |
| 6     | Centrocampista | Erwin Saavedra      | 73' |
| 7     | Centrocampista | Leonel Justiniano   |     |
| 20    | Centrocampista | Fernando Saucedo    | 71' |
| 3     | Centrocampista | Alejandro Chumacero |     |
| 14    | Centrocampista | Raúl Castro         | 80' |
| 9     | Delantero      | Marcelo Martins     |     |
| D. T. | D. T.          | Eduardo Villegas    |     |

| 1     | Guardameta     | Pedro Gallese    |       |
| 17    | Defensa        | Luis Advíncula   |       |
| 15    | Defensa        | Carlos Zambrano  | 85'   |
| 2     | Defensa        | Luis Abram       |       |
| 6     | Defensa        | Miguel Trauco    |       |
| 13    | Centrocampista | Renato Tapia     |       |
| 19    | Centrocampista | Yoshimar Yotún   |       |
| 10    | Centrocampista | Jefferson Farfán |       |
| 8     | Centrocampista | Christian Cueva  | 79'   |
| 14    | Delantero      | Andy Polo        |       |
| 9     | Delantero      | Paolo Guerrero   | 90+2' |
| D. T. | D. T.          | Ricardo Gareca   |       |

| 21 | Centrocampista | Roberto Fernández | 71' |
| 11 | Delantero      | Leonardo Vaca     | 73' |
| 18 | Delantero      | Gilbert Álvarez   | 80' |

| 20 | Centrocampista | Edison Flores       | 79'   |
| 5  | Defensa        | Miguel Araujo       | 85'   |
| 23 | Centrocampista | Christofer Gonzáles | 90+2' |

| 28' | Marcelo Martins | 1:0 |

| 45' · 54' · 90+6' | Paolo Guerrero Jefferson Farfán Edison Flores | 1:1 1:2 1:3 |

| 29' · 72' · 82' | Alejandro Chumacero Roberto Fernández Luis Haquin |

| 27' · 42' | Carlos Zambrano Paolo Guerrero |

| Principal  | Roddy Zambrano                                                                   |
| Asistentes | Christian Lescano                                                                |
|            | Byron Romero Observador VAR Jorge Larrionda Asesor de árbitros Óscar Julián Ruiz |
| Cuarto     | Piero Maza                                                                       |

| VAR            | Esteban Ostojich |
| Asistentes VAR | Nicolás Gallo    |
|                | Hernán Maidana   |

|                    |     |     |
| Tiros              | 7   | 18  |
| Tiros a puerta     | 2   | 10  |
| Faltas             | 8   | 14  |
| Saques de esquina  | 2   | 5   |
| Penaltis           | 1   | 0   |
| Fueras de juego    | 2   | 2   |
| Posesión del balón | 40% | 60% |

| Alineación inicial |

| 1     | Guardameta     | Carlos Lampe        |     |
| 8     | Defensa        | Diego Bejarano      |     |
| 4     | Defensa        | Luis Haquin         |     |
| 22    | Defensa        | Adrián Jusino       |     |
| 17    | Defensa        | Marvin Bejarano     |     |
| 6     | Centrocampista | Erwin Saavedra      | 73' |
| 7     | Centrocampista | Leonel Justiniano   |     |
| 20    | Centrocampista | Fernando Saucedo    | 71' |
| 3     | Centrocampista | Alejandro Chumacero |     |
| 14    | Centrocampista | Raúl Castro         | 80' |
| 9     | Delantero      | Marcelo Martins     |     |
| D. T. | D. T.          | Eduardo Villegas    |     |

| 1     | Guardameta     | Pedro Gallese    |       |
| 17    | Defensa        | Luis Advíncula   |       |
| 15    | Defensa        | Carlos Zambrano  | 85'   |
| 2     | Defensa        | Luis Abram       |       |
| 6     | Defensa        | Miguel Trauco    |       |
| 13    | Centrocampista | Renato Tapia     |       |
| 19    | Centrocampista | Yoshimar Yotún   |       |
| 10    | Centrocampista | Jefferson Farfán |       |
| 8     | Centrocampista | Christian Cueva  | 79'   |
| 14    | Delantero      | Andy Polo        |       |
| 9     | Delantero      | Paolo Guerrero   | 90+2' |
| D. T. | D. T.          | Ricardo Gareca   |       |

| 21 | Centrocampista | Roberto Fernández | 71' |
| 11 | Delantero      | Leonardo Vaca     | 73' |
| 18 | Delantero      | Gilbert Álvarez   | 80' |

| 20 | Centrocampista | Edison Flores       | 79'   |
| 5  | Defensa        | Miguel Araujo       | 85'   |
| 23 | Centrocampista | Christofer Gonzáles | 90+2' |

| 28' | Marcelo Martins | 1:0 |

| 45' · 54' · 90+6' | Paolo Guerrero Jefferson Farfán Edison Flores | 1:1 1:2 1:3 |

| 29' · 72' · 82' | Alejandro Chumacero Roberto Fernández Luis Haquin |

| 27' · 42' | Carlos Zambrano Paolo Guerrero |

| Principal  | Roddy Zambrano                                                                   |
| Asistentes | Christian Lescano                                                                |
|            | Byron Romero Observador VAR Jorge Larrionda Asesor de árbitros Óscar Julián Ruiz |
| Cuarto     | Piero Maza                                                                       |

| VAR            | Esteban Ostojich |
| Asistentes VAR | Nicolás Gallo    |
|                | Hernán Maidana   |

|                    |     |     |
| Tiros              | 7   | 18  |
| Tiros a puerta     | 2   | 10  |
| Faltas             | 8   | 14  |
| Saques de esquina  | 2   | 5   |
| Penaltis           | 1   | 0   |
| Fueras de juego    | 2   | 2   |
| Posesión del balón | 40% | 60% |

| Alineación inicial |

| 1     | Guardameta     | Carlos Lampe        |     |
| 8     | Defensa        | Diego Bejarano      |     |
| 4     | Defensa        | Luis Haquin         |     |
| 22    | Defensa        | Adrián Jusino       |     |
| 17    | Defensa        | Marvin Bejarano     |     |
| 6     | Centrocampista | Erwin Saavedra      | 73' |
| 7     | Centrocampista | Leonel Justiniano   |     |
| 20    | Centrocampista | Fernando Saucedo    | 71' |
| 3     | Centrocampista | Alejandro Chumacero |     |
| 14    | Centrocampista | Raúl Castro         | 80' |
| 9     | Delantero      | Marcelo Martins     |     |
| D. T. | D. T.          | Eduardo Villegas    |     |

| 1     | Guardameta     | Pedro Gallese    |       |
| 17    | Defensa        | Luis Advíncula   |       |
| 15    | Defensa        | Carlos Zambrano  | 85'   |
| 2     | Defensa        | Luis Abram       |       |
| 6     | Defensa        | Miguel Trauco    |       |
| 13    | Centrocampista | Renato Tapia     |       |
| 19    | Centrocampista | Yoshimar Yotún   |       |
| 10    | Centrocampista | Jefferson Farfán |       |
| 8     | Centrocampista | Christian Cueva  | 79'   |
| 14    | Delantero      | Andy Polo        |       |
| 9     | Delantero      | Paolo Guerrero   | 90+2' |
| D. T. | D. T.          | Ricardo Gareca   |       |

| 21 | Centrocampista | Roberto Fernández | 71' |
| 11 | Delantero      | Leonardo Vaca     | 73' |
| 18 | Delantero      | Gilbert Álvarez   | 80' |

| 20 | Centrocampista | Edison Flores       | 79'   |
| 5  | Defensa        | Miguel Araujo       | 85'   |
| 23 | Centrocampista | Christofer Gonzáles | 90+2' |

| 28' | Marcelo Martins | 1:0 |

| 45' · 54' · 90+6' | Paolo Guerrero Jefferson Farfán Edison Flores | 1:1 1:2 1:3 |

| 29' · 72' · 82' | Alejandro Chumacero Roberto Fernández Luis Haquin |

| 27' · 42' | Carlos Zambrano Paolo Guerrero |

| Principal  | Roddy Zambrano                                                                   |
| Asistentes | Christian Lescano                                                                |
|            | Byron Romero Observador VAR Jorge Larrionda Asesor de árbitros Óscar Julián Ruiz |
| Cuarto     | Piero Maza                                                                       |

| VAR            | Esteban Ostojich |
| Asistentes VAR | Nicolás Gallo    |
|                | Hernán Maidana   |

|                    |     |     |
| Tiros              | 7   | 18  |
| Tiros a puerta     | 2   | 10  |
| Faltas             | 8   | 14  |
| Saques de esquina  | 2   | 5   |
| Penaltis           | 1   | 0   |
| Fueras de juego    | 2   | 2   |
| Posesión del balón | 40% | 60% |

| Alineación inicial |

#### Bolivia vs. Venezuela
| 22 de junio de 2019, 16:00 | Bolivia               | 1:3 (0:1) | Venezuela                                  | Estadio Mineirão, Belo Horizonte |                              |
|                            | Leonel Justiniano 82' | Reporte   | Darwin Machís 2', 55' · Josef Martínez 86' | Árbitro(s): Esteban Ostojich     | Árbitro(s): Esteban Ostojich |

| 1     | Guardameta     | Carlos Lampe      |     |
| 8     | Defensa        | Diego Bejarano    |     |
| 4     | Defensa        | Luis Haquin       |     |
| 22    | Defensa        | Adrián Jusino     |     |
| 17    | Defensa        | Marvin Bejarano   | 72' |
| 7     | Centrocampista | Leonel Justiniano |     |
| 20    | Centrocampista | Fernando Saucedo  |     |
| 11    | Centrocampista | Leonardo Vaca     | 34' |
| 19    | Centrocampista | Ramiro Vaca       |     |
| 15    | Centrocampista | Paul Arano        |     |
| 9     | Delantero      | Marcelo Martins   | 78' |
| D. T. | D. T.          | Eduardo Villegas  |     |

| 1     | Guardameta     | Wuilker Faríñez    |     |
| 16    | Defensa        | Roberto Rosales    |     |
| 20    | Defensa        | Ronald Hernández   |     |
| 4     | Defensa        | Jhon Chancellor    |     |
| 14    | Defensa        | Luis Mago          |     |
| 5     | Centrocampista | Júnior Moreno      |     |
| 10    | Centrocampista | Jefferson Savarino |     |
| 11    | Defensa        | Juanpi             | 59' |
| 8     | Centrocampista | Tomás Rincón       |     |
| 7     | Delantero      | Darwin Machís      | 73' |
| 9     | Delantero      | Salomón Rondón     | 86' |
| D. T. | D. T.          | Rafael Dudamel     |     |

| 14 | Centrocampista | Raúl Castro       | 34' |
| 21 | Centrocampista | Roberto Fernández | 72' |
| 18 | Delantero      | Gilbert Álvarez   | 78' |

| 18 | Centrocampista | Yeferson Soteldo | 59' |
| 17 | Delantero      | Josef Martínez   | 73' |
| 15 | Centrocampista | Jhon Murillo     | 86' |

| 82' | Leonel Justiniano | 1:2 |

| 1' · 58' · 86' | Darwin Machís Josef Martínez | 0:1 0:2 1:3 |

| 6' · 63' | Leonel Justiniano Raúl Castro |

| Principal  | Esteban Ostojich                                                                   |
| Asistentes | Nicolás Tarán                                                                      |
|            | Richard Trinidad Observador VAR Mauricio Espinosa Asesor de árbitros Rodolfo Otero |
| Cuarto     | Carlos Orbe                                                                        |

| VAR            | Néstor Pitana    |
| Asistentes VAR | Piero Maza       |
|                | Alexander Guzmán |

|                    |     |     |
| Tiros              | 9   | 15  |
| Tiros a puerta     | 4   | 5   |
| Faltas             | 11  | 12  |
| Saques de esquina  | 2   | 5   |
| Penaltis           | 0   | 0   |
| Fueras de juego    | 0   | 3   |
| Posesión del balón | 56% | 44% |

| Alineación inicial |

| 1     | Guardameta     | Carlos Lampe      |     |
| 8     | Defensa        | Diego Bejarano    |     |
| 4     | Defensa        | Luis Haquin       |     |
| 22    | Defensa        | Adrián Jusino     |     |
| 17    | Defensa        | Marvin Bejarano   | 72' |
| 7     | Centrocampista | Leonel Justiniano |     |
| 20    | Centrocampista | Fernando Saucedo  |     |
| 11    | Centrocampista | Leonardo Vaca     | 34' |
| 19    | Centrocampista | Ramiro Vaca       |     |
| 15    | Centrocampista | Paul Arano        |     |
| 9     | Delantero      | Marcelo Martins   | 78' |
| D. T. | D. T.          | Eduardo Villegas  |     |

| 1     | Guardameta     | Wuilker Faríñez    |     |
| 16    | Defensa        | Roberto Rosales    |     |
| 20    | Defensa        | Ronald Hernández   |     |
| 4     | Defensa        | Jhon Chancellor    |     |
| 14    | Defensa        | Luis Mago          |     |
| 5     | Centrocampista | Júnior Moreno      |     |
| 10    | Centrocampista | Jefferson Savarino |     |
| 11    | Defensa        | Juanpi             | 59' |
| 8     | Centrocampista | Tomás Rincón       |     |
| 7     | Delantero      | Darwin Machís      | 73' |
| 9     | Delantero      | Salomón Rondón     | 86' |
| D. T. | D. T.          | Rafael Dudamel     |     |

| 14 | Centrocampista | Raúl Castro       | 34' |
| 21 | Centrocampista | Roberto Fernández | 72' |
| 18 | Delantero      | Gilbert Álvarez   | 78' |

| 18 | Centrocampista | Yeferson Soteldo | 59' |
| 17 | Delantero      | Josef Martínez   | 73' |
| 15 | Centrocampista | Jhon Murillo     | 86' |

| 82' | Leonel Justiniano | 1:2 |

| 1' · 58' · 86' | Darwin Machís Josef Martínez | 0:1 0:2 1:3 |

| 6' · 63' | Leonel Justiniano Raúl Castro |

| Principal  | Esteban Ostojich                                                                   |
| Asistentes | Nicolás Tarán                                                                      |
|            | Richard Trinidad Observador VAR Mauricio Espinosa Asesor de árbitros Rodolfo Otero |
| Cuarto     | Carlos Orbe                                                                        |

| VAR            | Néstor Pitana    |
| Asistentes VAR | Piero Maza       |
|                | Alexander Guzmán |

|                    |     |     |
| Tiros              | 9   | 15  |
| Tiros a puerta     | 4   | 5   |
| Faltas             | 11  | 12  |
| Saques de esquina  | 2   | 5   |
| Penaltis           | 0   | 0   |
| Fueras de juego    | 0   | 3   |
| Posesión del balón | 56% | 44% |

| Alineación inicial |

| 1     | Guardameta     | Carlos Lampe      |     |
| 8     | Defensa        | Diego Bejarano    |     |
| 4     | Defensa        | Luis Haquin       |     |
| 22    | Defensa        | Adrián Jusino     |     |
| 17    | Defensa        | Marvin Bejarano   | 72' |
| 7     | Centrocampista | Leonel Justiniano |     |
| 20    | Centrocampista | Fernando Saucedo  |     |
| 11    | Centrocampista | Leonardo Vaca     | 34' |
| 19    | Centrocampista | Ramiro Vaca       |     |
| 15    | Centrocampista | Paul Arano        |     |
| 9     | Delantero      | Marcelo Martins   | 78' |
| D. T. | D. T.          | Eduardo Villegas  |     |

| 1     | Guardameta     | Wuilker Faríñez    |     |
| 16    | Defensa        | Roberto Rosales    |     |
| 20    | Defensa        | Ronald Hernández   |     |
| 4     | Defensa        | Jhon Chancellor    |     |
| 14    | Defensa        | Luis Mago          |     |
| 5     | Centrocampista | Júnior Moreno      |     |
| 10    | Centrocampista | Jefferson Savarino |     |
| 11    | Defensa        | Juanpi             | 59' |
| 8     | Centrocampista | Tomás Rincón       |     |
| 7     | Delantero      | Darwin Machís      | 73' |
| 9     | Delantero      | Salomón Rondón     | 86' |
| D. T. | D. T.          | Rafael Dudamel     |     |

| 14 | Centrocampista | Raúl Castro       | 34' |
| 21 | Centrocampista | Roberto Fernández | 72' |
| 18 | Delantero      | Gilbert Álvarez   | 78' |

| 18 | Centrocampista | Yeferson Soteldo | 59' |
| 17 | Delantero      | Josef Martínez   | 73' |
| 15 | Centrocampista | Jhon Murillo     | 86' |

| 82' | Leonel Justiniano | 1:2 |

| 1' · 58' · 86' | Darwin Machís Josef Martínez | 0:1 0:2 1:3 |

| 6' · 63' | Leonel Justiniano Raúl Castro |

| Principal  | Esteban Ostojich                                                                   |
| Asistentes | Nicolás Tarán                                                                      |
|            | Richard Trinidad Observador VAR Mauricio Espinosa Asesor de árbitros Rodolfo Otero |
| Cuarto     | Carlos Orbe                                                                        |

| VAR            | Néstor Pitana    |
| Asistentes VAR | Piero Maza       |
|                | Alexander Guzmán |

|                    |     |     |
| Tiros              | 9   | 15  |
| Tiros a puerta     | 4   | 5   |
| Faltas             | 11  | 12  |
| Saques de esquina  | 2   | 5   |
| Penaltis           | 0   | 0   |
| Fueras de juego    | 0   | 3   |
| Posesión del balón | 56% | 44% |

| Alineación inicial |

| 1     | Guardameta     | Carlos Lampe      |     |
| 8     | Defensa        | Diego Bejarano    |     |
| 4     | Defensa        | Luis Haquin       |     |
| 22    | Defensa        | Adrián Jusino     |     |
| 17    | Defensa        | Marvin Bejarano   | 72' |
| 7     | Centrocampista | Leonel Justiniano |     |
| 20    | Centrocampista | Fernando Saucedo  |     |
| 11    | Centrocampista | Leonardo Vaca     | 34' |
| 19    | Centrocampista | Ramiro Vaca       |     |
| 15    | Centrocampista | Paul Arano        |     |
| 9     | Delantero      | Marcelo Martins   | 78' |
| D. T. | D. T.          | Eduardo Villegas  |     |

| 1     | Guardameta     | Wuilker Faríñez    |     |
| 16    | Defensa        | Roberto Rosales    |     |
| 20    | Defensa        | Ronald Hernández   |     |
| 4     | Defensa        | Jhon Chancellor    |     |
| 14    | Defensa        | Luis Mago          |     |
| 5     | Centrocampista | Júnior Moreno      |     |
| 10    | Centrocampista | Jefferson Savarino |     |
| 11    | Defensa        | Juanpi             | 59' |
| 8     | Centrocampista | Tomás Rincón       |     |
| 7     | Delantero      | Darwin Machís      | 73' |
| 9     | Delantero      | Salomón Rondón     | 86' |
| D. T. | D. T.          | Rafael Dudamel     |     |

| 14 | Centrocampista | Raúl Castro       | 34' |
| 21 | Centrocampista | Roberto Fernández | 72' |
| 18 | Delantero      | Gilbert Álvarez   | 78' |

| 18 | Centrocampista | Yeferson Soteldo | 59' |
| 17 | Delantero      | Josef Martínez   | 73' |
| 15 | Centrocampista | Jhon Murillo     | 86' |

| 82' | Leonel Justiniano | 1:2 |

| 1' · 58' · 86' | Darwin Machís Josef Martínez | 0:1 0:2 1:3 |

| 6' · 63' | Leonel Justiniano Raúl Castro |

| Principal  | Esteban Ostojich                                                                   |
| Asistentes | Nicolás Tarán                                                                      |
|            | Richard Trinidad Observador VAR Mauricio Espinosa Asesor de árbitros Rodolfo Otero |
| Cuarto     | Carlos Orbe                                                                        |

| VAR            | Néstor Pitana    |
| Asistentes VAR | Piero Maza       |
|                | Alexander Guzmán |

|                    |     |     |
| Tiros              | 9   | 15  |
| Tiros a puerta     | 4   | 5   |
| Faltas             | 11  | 12  |
| Saques de esquina  | 2   | 5   |
| Penaltis           | 0   | 0   |
| Fueras de juego    | 0   | 3   |
| Posesión del balón | 56% | 44% |

| Alineación inicial |